# Zilverstreepgrasmot
De (gewone) zilverstreepgrasmot (Crambus pascuella) is een vlinder uit de familie van de grasmotten (Crambidae). De spanwijdte van de vlinder bedraagt tussen de 20 en 24 millimeter. De soort overwintert waarschijnlijk als rups.

## Waardplanten
De zilverstreepgrasmot heeft soorten uit de grassenfamilie als waardplanten, met name beemdgras.

## Voorkomen in Nederland en België
De zilverstreepgrasmot is in Nederland en in België een algemene soort. De soort kent één generatie die vliegt van mei tot in september.